# Diakonat (Eppingen)

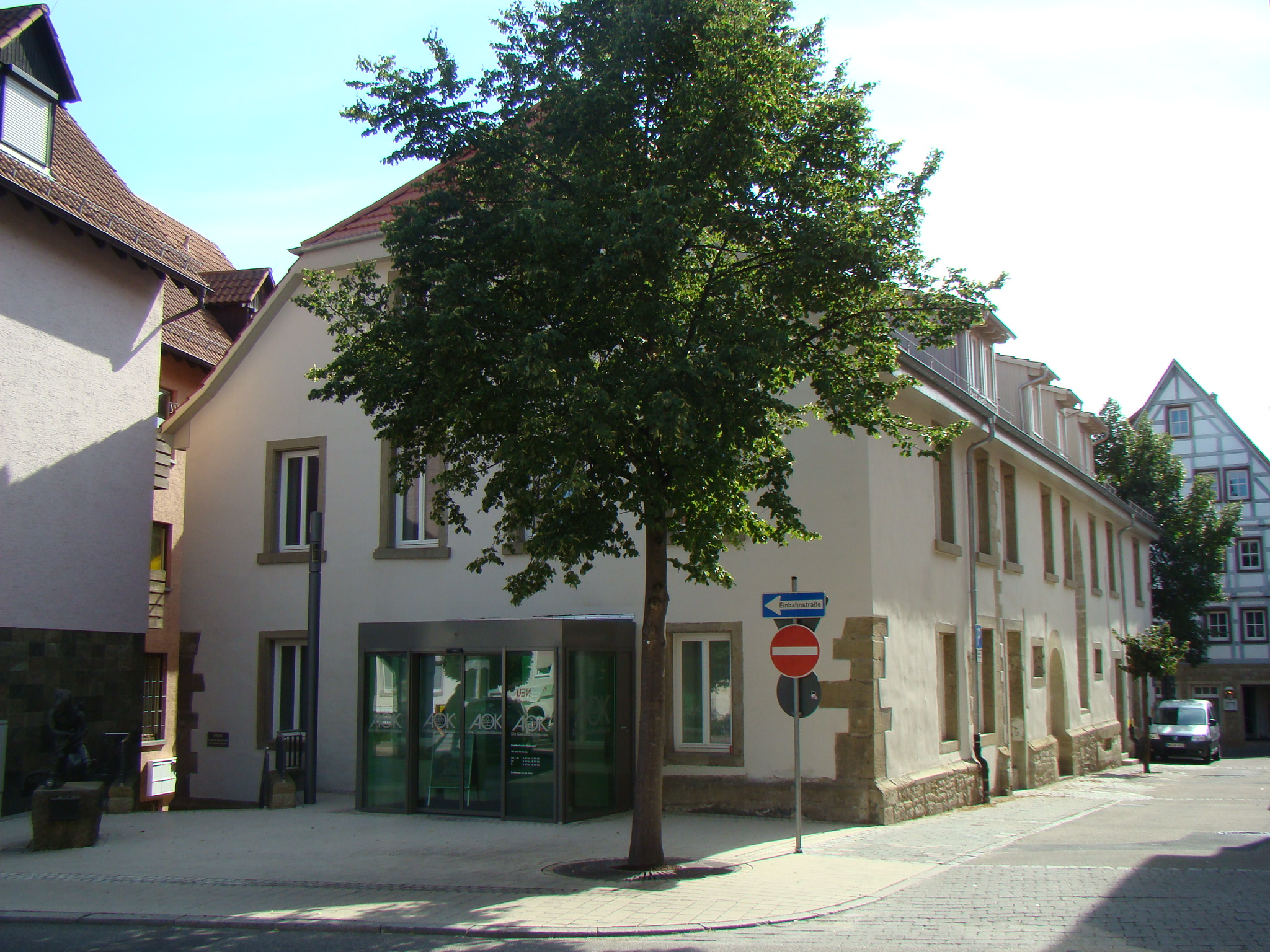
Das alte Diakonat in Eppingen

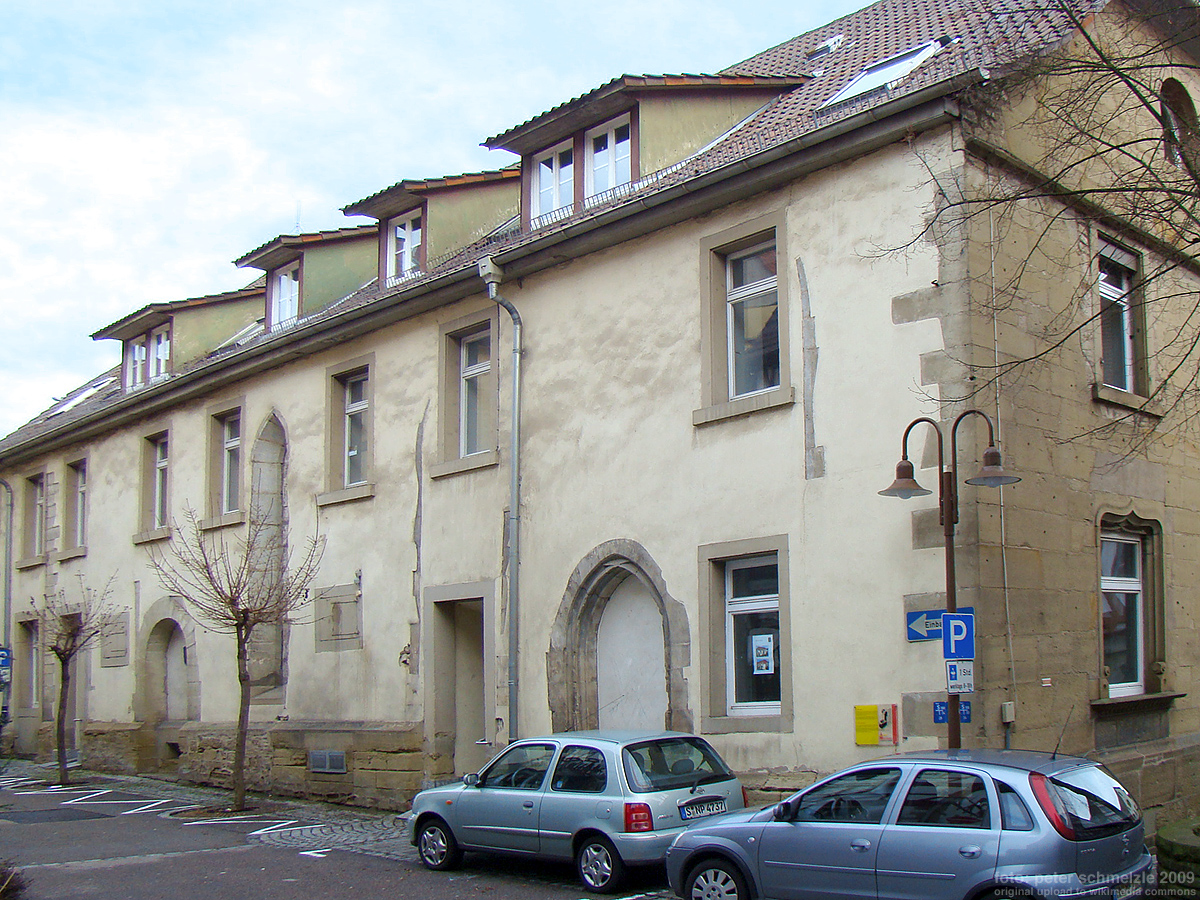
Nordseite mit Resten historischer Türen und Fenster (Januar 2009, vor Sanierung)

Das alte Diakonat ist ein denkmalgeschütztes Wohn- und Geschäftshaus in Eppingen im Landkreis Heilbronn im nördlichen Baden-Württemberg. Das Gebäude wurde ursprünglich im frühen 16. Jahrhundert als Peterskapelle errichtet, nach der Reformation geschlossen, zeitweise als Schafstall verwendet, im 18. Jahrhundert wieder als Peterskirche der lutherischen Gemeinde genutzt, später als Diakonatsgebäude und Schulhaus.

## Geschichte

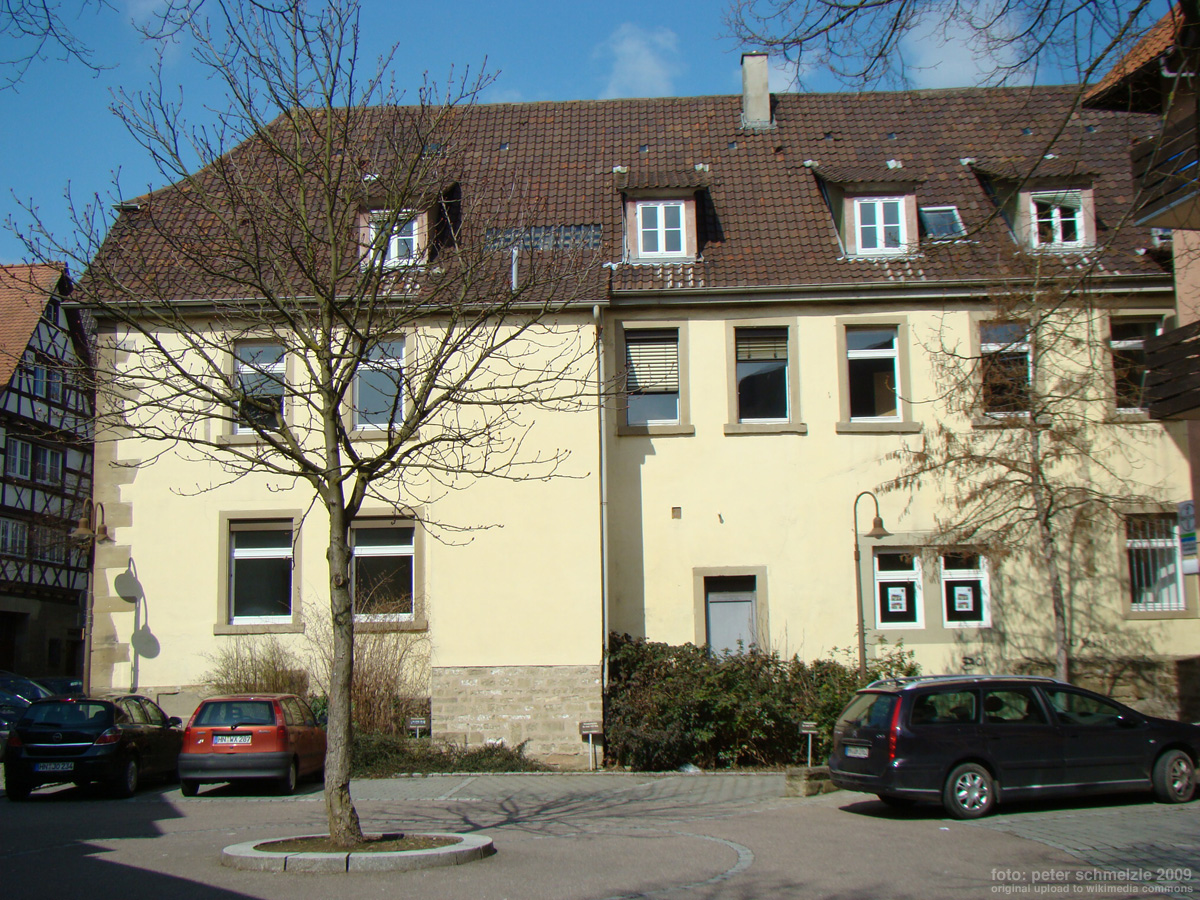
Südseite (März 2009, vor Sanierung)

Das auf 1520 datierte Gebäude wurde ursprünglich als Peterskapelle genannte Friedhofskapelle errichtet. Im Zuge der Reformation zog die Kurpfalz die Pfründe der Kirche ein, woraufhin sie profanen Zwecken als Schafhaus diente. Durch die konfessionelle Entwicklung der Kurpfalz bestanden in Eppingen in der Mitte des 18. Jahrhunderts drei christliche Konfessionen: Katholiken, Reformierte und Lutheraner. Während sich Katholiken und Reformierte die Pfarrkirche Unsere Liebe Frau als Simultankirche teilten, erhielten die Lutheraner die ehemalige Peterskirche für ihre Gottesdienste. Später wurde dort auch die 1803 erstmals erwähnte lutherische Konfessionsschule eingerichtet. Nach dem Zusammenschluss von Reformierten und Lutheranern zur Evangelischen Kirche im Jahr 1821 diente das Gebäude als Evangelische Mädchenschule. Die Schule hatte zunächst nur einen Raum, wurde jedoch später erweitert. Die Westseite des Gebäudes blieb bis in die jüngere Zeit Schulhaus, zuletzt als Kochschule. In der anderen Gebäudehälfte hatte im 19. Jahrhundert das Diakonat seinen Sitz, von dem der heutige Name des Gebäudes herrührt. Das Gebäude wurde zuletzt 1967/68 umgebaut und war bis 2007 Sitz eines Teils der städtischen Verwaltung. Im Sommer 2007 erwarb ein Immobilienunternehmen das Anwesen für 128.000 Euro und hat eine umfassende Sanierung durchgeführt. Das Gebäude wird heute als Wohn- und Geschäftshaus genutzt.

## Beschreibung
Das Diakonat ist ein nahezu rechteckiger, zweigeschossiger Massivbau mit Halbwalmdach. An den Längsseiten hat das Gebäude acht Fensterachsen, an den Giebelseiten sind es vier. Die westliche Giebelseite ist als Werksteinfassade ausgeführt. Die nördliche Längsseite weist zwei alte Fensterspitzbögen auf, während die mehrfach umgebaute moderne Südseite kaum mehr das Alter und den Ursprung des Gebäudes erkennen lässt.